# Сисон, Хосе Мария
Хосе Мария Канлас Сисон (исп. José María Canlás Sison; 8 февраля 1939, Кабугао, Илокос — 16 декабря 2022, Утрехт) — филиппинский поэт и писатель, основатель, руководитель и ведущий теоретик Коммунистической партии Филиппин идей Мао и Новой народной армии.

## Биография
В 1962 году молодой Хосе Мария Сисон занимал должность исполнительного секретаря общества «Филиппины-Индонезия». Находясь на этом посту, он посетил с визитом Индонезию, где познакомился с деятельностью местной маоистской Коммунистической партии Индонезии. В 1966 году Хосе Мария Сисон побывал в Пекине, где окончательно проникся идеями маоизма и, вернувшись на родину, занялся созданием Коммунистической партии Филиппин маоистского толка. В 1967 группа про-маоистски настроенных активистов была исключена из Коммунистической партии. Они начали создавать альтернативную партию.
Официальная история КПФ (маоистской) отсчитывается с 1968 года и связана именно с политической деятельностью Хосе Мария Сисона. В 1969 году по инициативе Сисона была создана Новая народная армия Филиппин как вооружённое крыло маоистской Коммунистической партии. Сам Хосе Мария Сисон был вынужден покинуть страну и обосноваться в Нидерландах, что не помешало ему на протяжении почти 50 лет осуществлять общее руководство деятельностью Коммунистической партии Филиппин и Новой народной армии под псевдонимами «Армандо Ливанаг» и «Амадо Герреро».
Умер 16 декабря 2022 года.